# Пириту (муниципалитет штата Ансоатеги)
Пириту (исп. Píritu) — муниципалитет в составе венесуэльского штата Ансоатеги. Административный центр — город Пириту.

## Административное деление
Муниципалитет делится на два прихода:
- Пириту
- Сан-Франсиско